# 手塚武彦
手塚 武彦（てづか たけひこ、1929年12月4日 - 1993年7月15日）は、日本の教育学者。
東京市（現港区）生まれ。旧姓・佐藤。1953年、東京大学教育学部行政学科卒、国立教育研究所勤務、第五研究部長(比較教育研究)、同研究所次長を歴任。退職後は、青山学院大学教授。

## 来歴
東京大学卒業後に、当時の国立教育研究所に研究員として就き、主としてフランスの教育制度・教育課程について研究を続けてきた。特に、「観察課程と指導課程」に注目した研究で知られた。その後、同研究所一筋に勤務し、腰を据えた研究に専念すると共に、多くの科研費代表として多くの研究者と研究をまとめ上げた実績は高く評価されている。平塚益徳と共に、日本比較教育学会の立ち上げにも尽力した。
また、若手研究者の支援と指導に努め、現在、教育関係学会で活躍している岩崎正吾・早稲田大学教授、前田耕司・早稲田大学教授、佐藤晴雄・日本大学教授、窪田眞二・筑波大学教授、新井浅浩・城西大学教授などを学外の立場から育てた。
研究論文等の業績は、昭和30年代までは「佐藤武彦」名で書かれている。

## 著書
- 『フランスの観察・指導課程 前期中等教育における進路指導のあり方』日本職業指導協会 進路指導シリーズ 1966
- 『フランスの現代学校教育の特色』教科書研究センター 海外教育事情講座 1983

### 共編著
- 『新しい進路指導観察・指導課程のすすめ方』大西佐一共編著　文理書院 1968
- 『海外教育研修ハンドブック』川野辺敏ほか共編　帝国地方行政学会 1973
- 『現代教科教育学大系 人間の生活と技術』元木健,鈴木寿雄編著　第一法規出版　1974
- 『学校の歴史 第5巻 教員養成の歴史』篠田弘共編集　第一法規出版 1979
- 『世界の幼児教育 9 フランス』編　日本らいぶらり 1983
- 『教育原理 改革期の教育』編著　東研出版 1986
- 『各年史フランス戦後教育の展開 一九六〇年版-一九九一年版まで』編著　エムティ出版 1991

翻訳
- モーリス・ドベス,ガストン・ミアラレ編『現代教育科学』全7巻　波多野完治・滝沢武久共監訳　白水社 1977

### 追悼論文集
- 『手塚武彦先生 人と業績』故手塚武彦先生追悼記念事業実行委員会 1994

## 論文
- Cinii